# Premio Guldbagge per il miglior attore

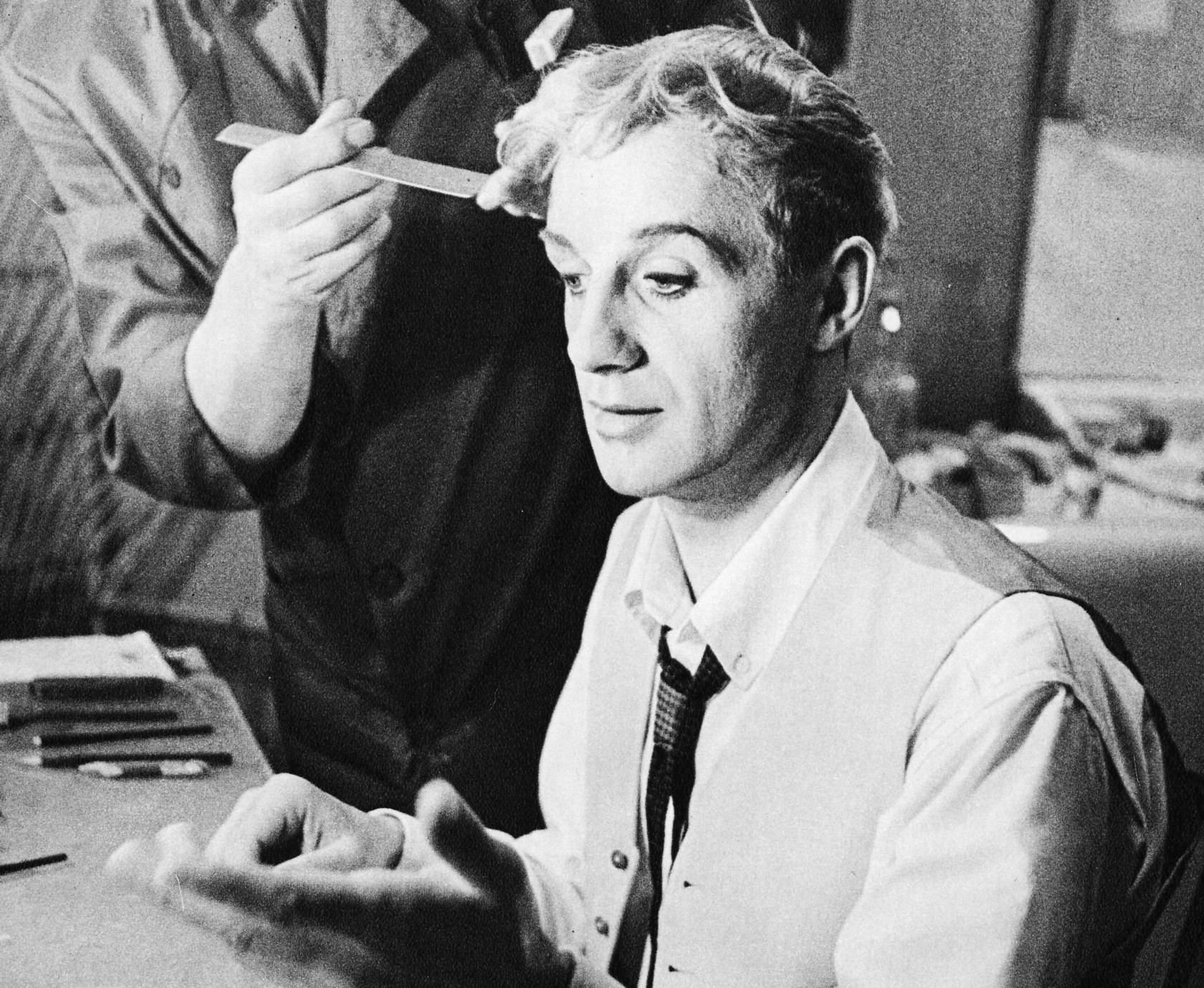
Jarl Kulle si è aggiudicato due volte il riconoscimento

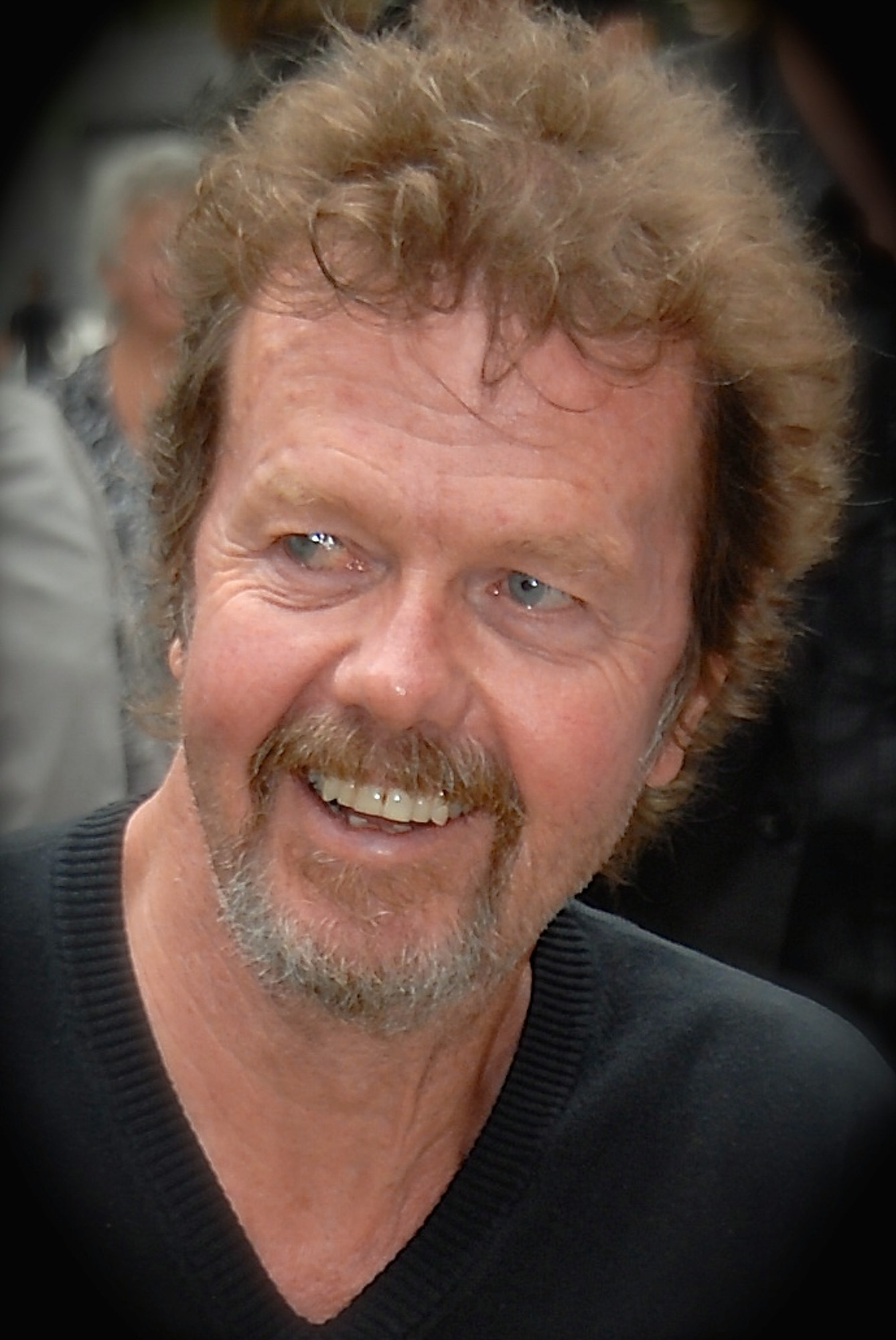
Göran Stangertz si è aggiudicato due volte il riconoscimento

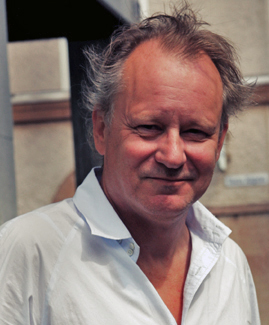
Stellan Skarsgård si è aggiudicato due volte il riconoscimento

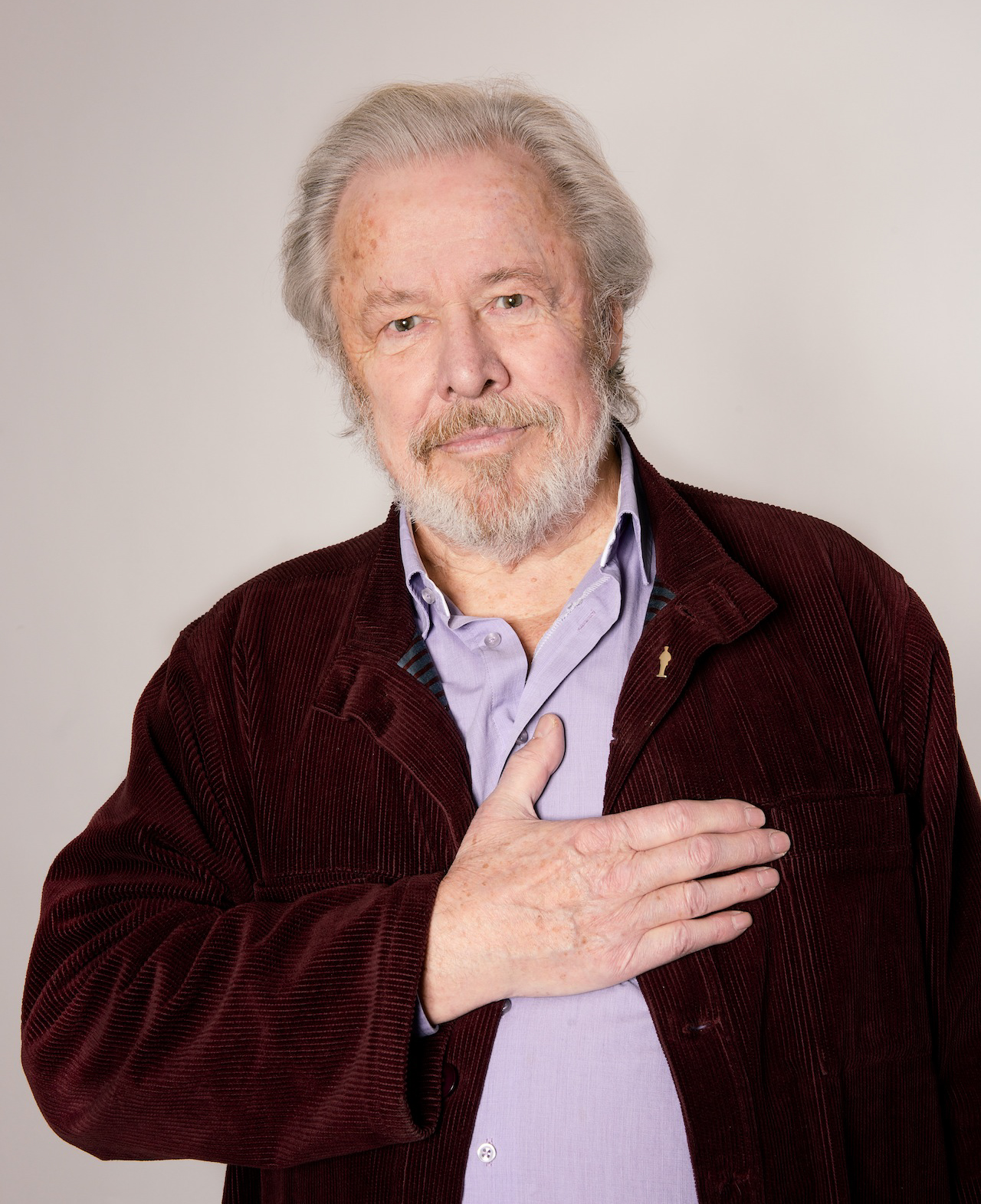
Sven Wollter si è aggiudicato due volte il riconoscimento

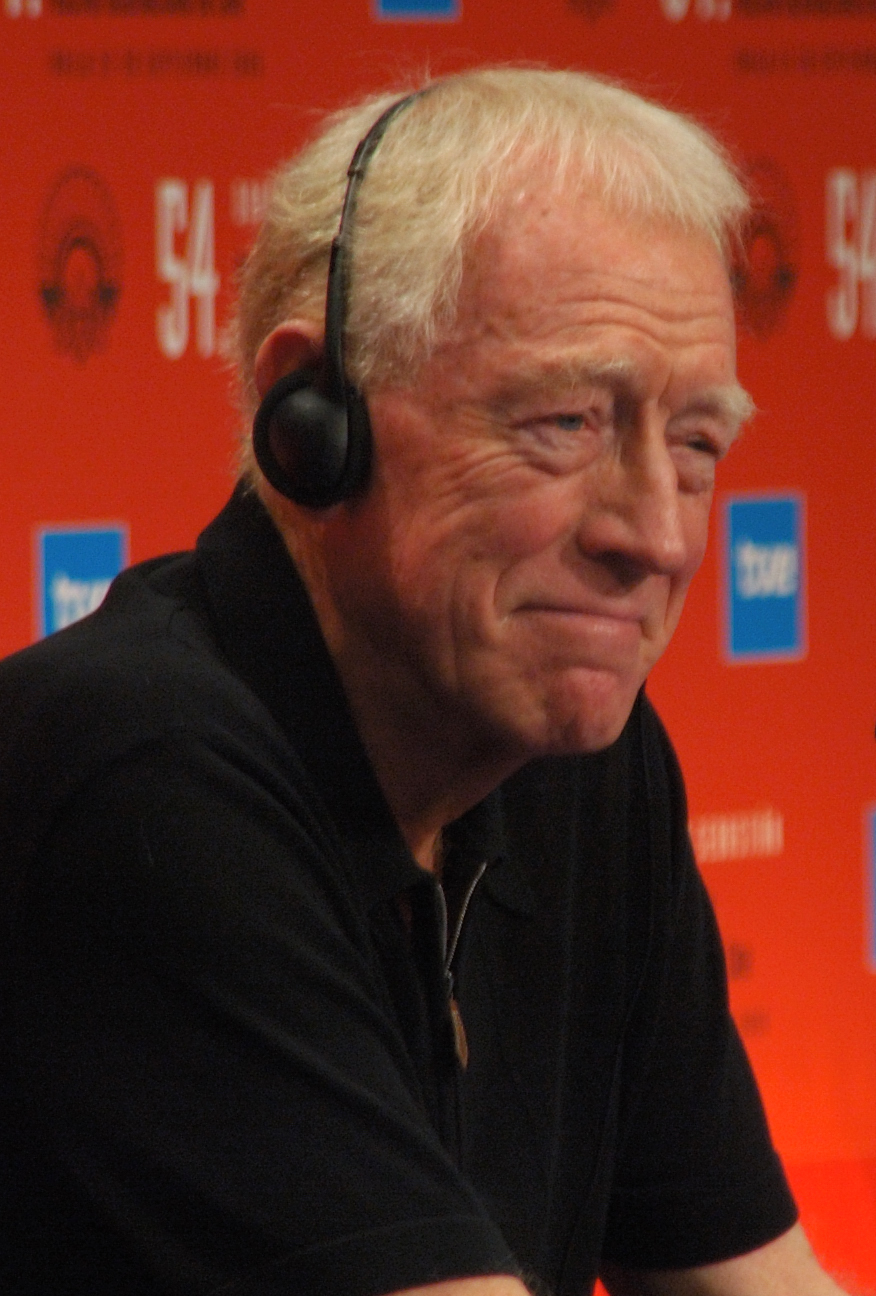
Max von Sydow si è aggiudicato due volte il riconoscimento

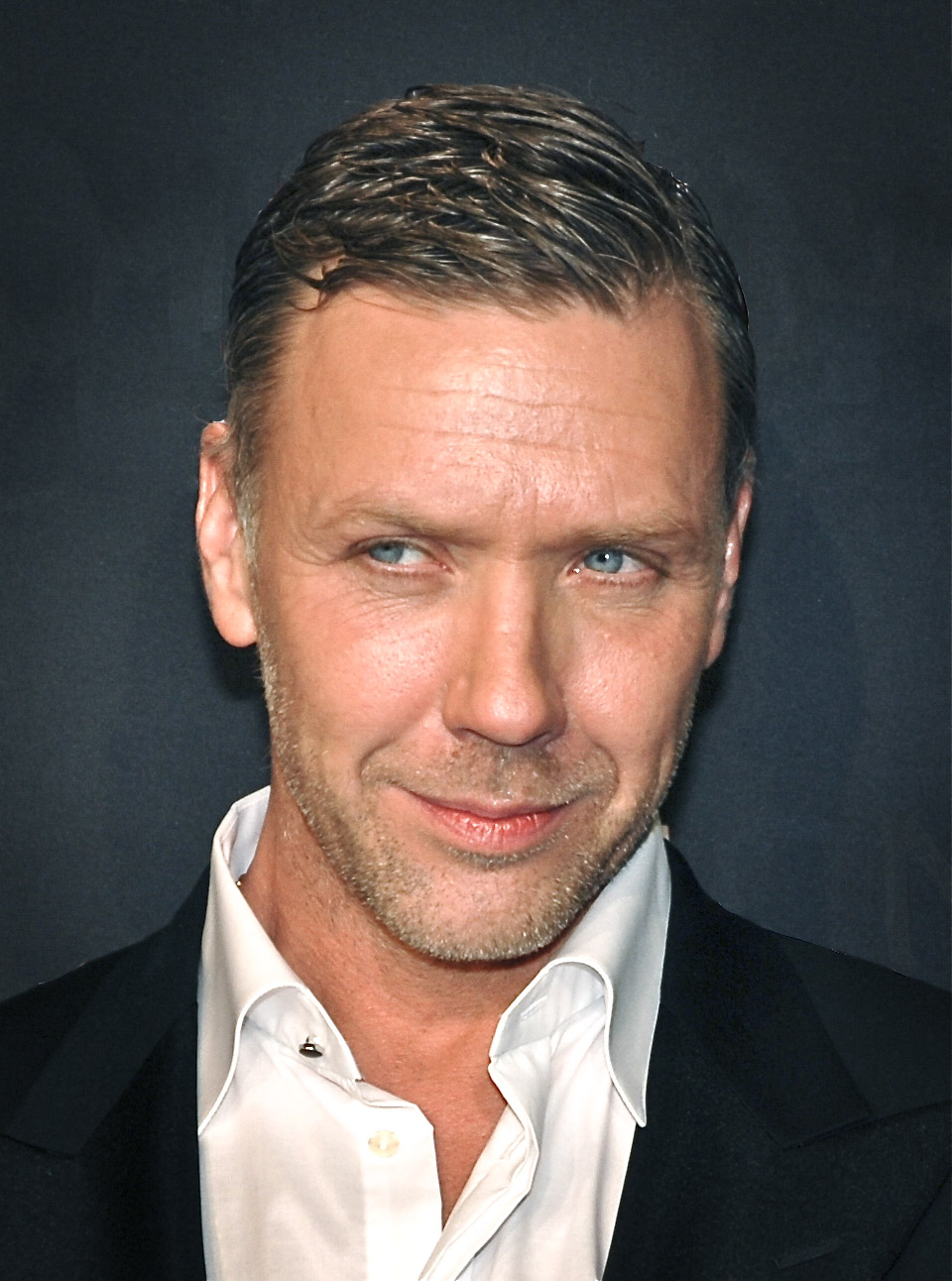
Mikael Persbrandt si è aggiudicato due volte il riconoscimento

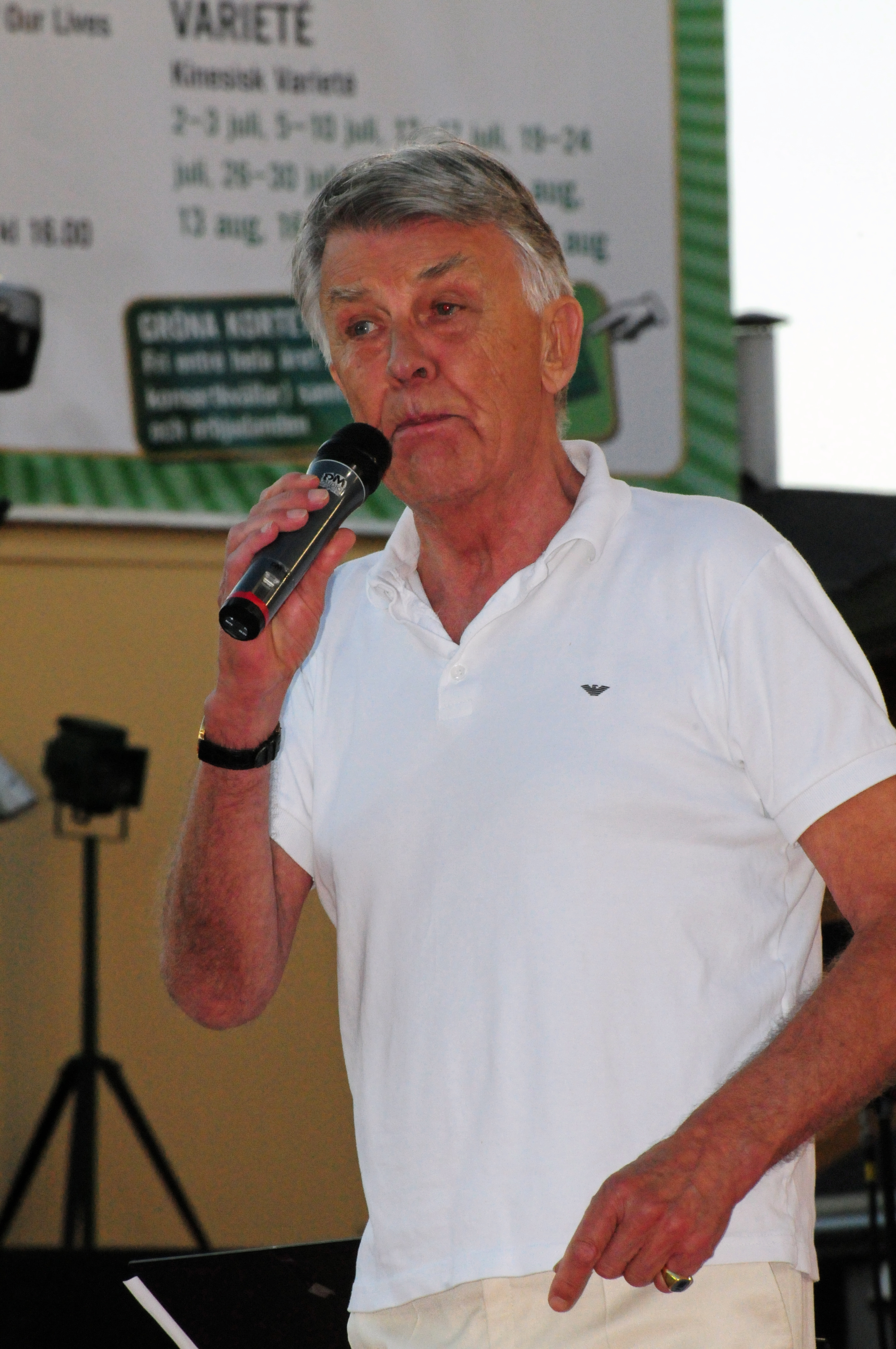
Sven-Bertil Taube si è aggiudicato due volte il riconoscimento

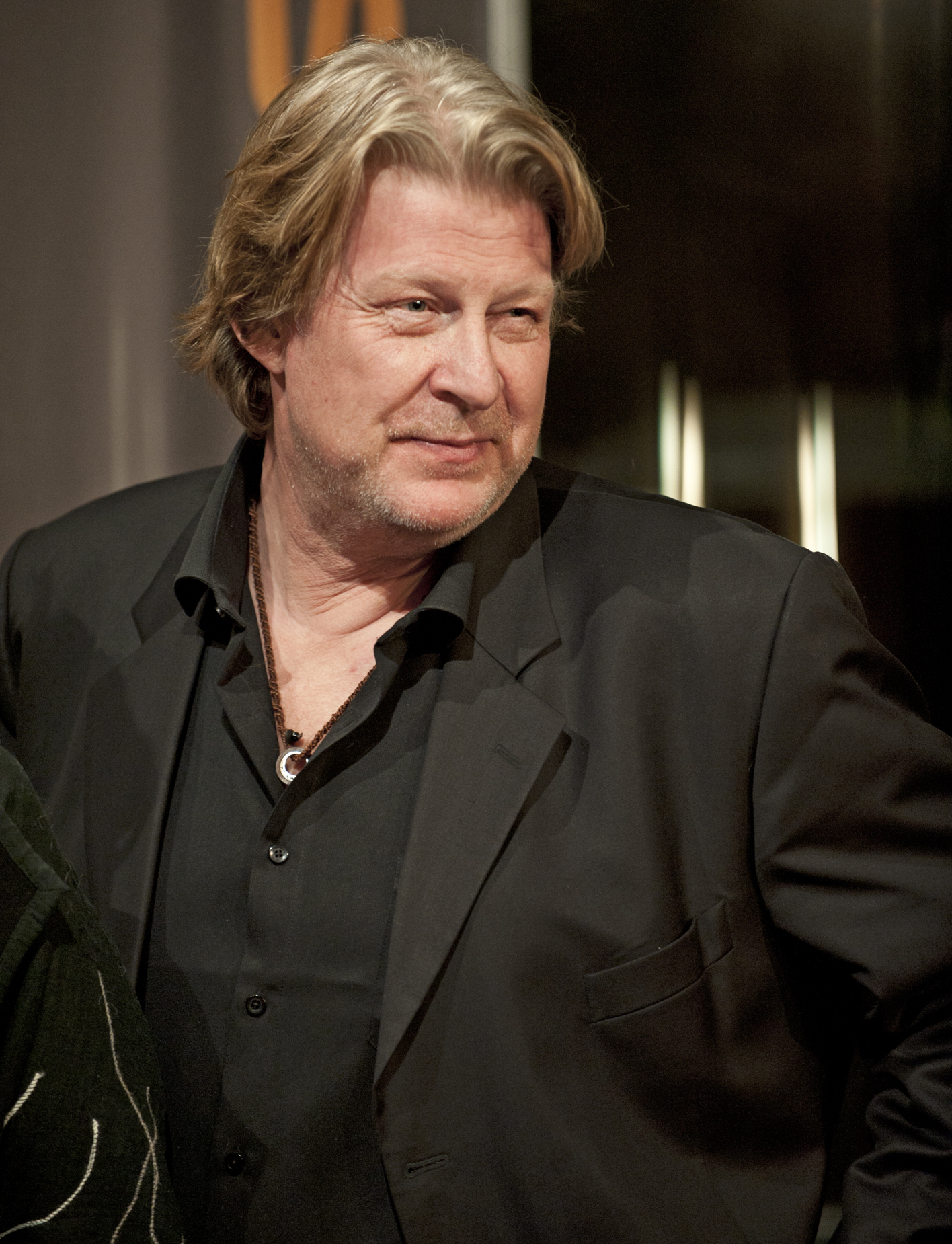
Rolf Lassgård si è aggiudicato due volte il riconoscimento

Il Premio Guldbagge per il miglior attore (Guldbaggen för bästa manliga huvudroll) è un premio assegnato annualmente dal 1964 nell'ambito del premio svedese di cinematografia Guldbagge al miglior attore dell'anno di produzione nazionale.

## Albo d'oro
I vincitori sono indicati in grassetto, a seguire gli altri candidati.

### Anni 1960-1969
- 1964: - Keve Hjelm - Kvarteret Korpen
- 1965: - Jarl Kulle - Bröllopsbesvär
- 1966: - Thommy Berggren - Heja Roland!
- 1967: - Per Oscarsson - Fame (Sult)
- 1968: - Halvar Björk - Bagnanti (Badarna)
- 1969: - Roland Hedlund - Adalen '31 (Ådalen 31)

### Anni 1970-1979
- 1970: - Carl-Gustaf Lindstedt - Harry Munter
- 1971: - non assegnato
- 1972: - Eddie Axberg - Karl e Kristina (Utvandrarna) e La nuova terra (Nybyggarna)
- 1973: - Gösta Ekman - Mannen som slutade röka
- 1974: - Allan Edwall - Emil och griseknoen
- 1975: - Göran Stangertz - Det sista äventyret
- 1976: - Toivo Pawlo - Hallo Baby
- 1977: - Håkan Serner - L'uomo sul tetto (Mannen på taket) e Bang!
- 1978: - Anders Lönnbro - Il colpo (Lyftet)
- 1979: - Anders Åberg - Kejsaren

### Anni 1980-1989
- 1980: - Peter Lindgren - Jag är Maria
- 1981: - Ingvar Hirdwall - Barnens ö
- 1982: - Stellan Skarsgård - Den enfaldige mördaren
- 1983: - Jarl Kulle - Fanny e Alexander (Fanny och Alexander)
- 1984: - Spostato a inizio anno successivo
- 1985: - Sven Wollter - Mannen från Mallorca e Sista leken
- 1986: - Anton Glanzelius - La mia vita a quattro zampe (Mitt liv som hund)
- 1987: - Erland Josephson - Amorosa e Sacrificio (Offret)
- 1988: - Max von Sydow - Pelle alla conquista del mondo (Pelle erobreren)
- 1989: - Tomas Bolme - Fordringsägare

### Anni 1990-1999
- 1990: - Stellan Skarsgård - Täcknamn Coq Rouge e Le donne sul tetto (Kvinnorna på taket)
- 1991: - Börje Ahlstedt - Kaninmannen
- 1992: - Lasse Åberg - Den ofrivillige golfaren
  - Antti Reini - Il capitano
  - Rolf Lassgård - Önskas
- 1993: - Rolf Lassgård - Min store tjocke far
  - Thommy Berggren - Il figlio della domenica (Söndagsbarn)
  - Samuel Fröler - Con le migliori intenzioni (Den goda viljan)
- 1994: - Sven Lindberg - Glädjekällan
  - Peter Haber - Sunes sommar
  - Simon Norrthon - Tala! Det är så mörkt
- 1995: - Sven-Bertil Taube - Le mani (Händerna)
  - Peter Haber - Sommarmord
  - Tord Peterson - Änglagård – Andra sommaren
- 1996: - Loa Falkman - Pensione Oskar (Pensionat Oskar)
  - Peter Haber - Vita lögner
  - Johan Widerberg - Passioni proibite (Lust och fägring stor)
- 1997: - Max von Sydow - Hamsun
  - Rolf Lassgård - Jägarna
  - Gösta Ekman - Nu är pappa trött igen
- 1998: - Göran Stangertz - Spring för livet
  - Björn Kjellman - Adam & Eva
  - Jakob Eklund - Spring för livet
- 1999: - Krister Henriksson - Veranda för en tenor
  - Johan H:son Kjellgren - Veranda för en tenor
  - Rolf Lassgård - Sotto il sole (Under solen)

### Anni 2000-2009
- 2000: - Björn Kjellman - Vägen ut
  - Mikael Persbrandt - Dödlig drift
  - Jakob Eklund - Noll tolerans
- 2001: - Kjell Bergqvist - Den bästa sommaren
  - Per Graffman - Före stormen
  - Michalis Koutsogiannakis - Det nya landet
- 2002: - Sven Wollter - En sång för Martin
  - Örjan Ramberg - Puder
  - Kjell Bergqvist - Leva livet
- 2003: - Michael Nyqvist - Grabben i graven bredvid
  - Artyom Bogucharsky - Lilja 4-ever
  - Mikael Persbrandt - Alla älskar Alice
- 2004: - Jonas Karlsson - Detaljer
  - Jakob Eklund - Alle prime luci dell'alba (Om jag vänder mig om)
  - Andreas Wilson - Evil - Il ribelle (Ondskan)
- 2005: - Robert Gustafsson - Fyra nyanser av brunt
  - Michael Nyqvist - As It Is in Heaven (Så som i himmelen)
  - Johan Rheborg - Fyra nyanser av brunt
- 2006: - Krister Henriksson - Sex hopp & kärlek
  - Peter Andersson - Mun mot mun
  - Mikael Persbrandt - Bang Bang Orangutang
- 2007: - Gustaf Skarsgård - Förortsungar
  - Jonas Karlsson - Offside
  - Anastasios Soulis - Underbara älskade
- 2008: - Michael Segerström - Darling
  - Jonas Karlsson - Den man älskar
  - Leonard Terfelt - Leo
- 2009: - Mikael Persbrandt - Maria Larssons eviga ögonblick
  - Gustaf Skarsgård - Patrik 1,5
  - Peter Stormare - Varg

### Anni 2010-2019
- 2010: - Claes Ljungmark - Det enda rationella
  - Olle Sarri - Apan
  - Björn A. Ling - Bröllopsfotografen
- 2011: - Joel Kinnaman - Snabba cash
  - Sebastian Hiort af Ornäs - Sebbe
  - Bill Skarsgård - I rymden finns inga känslor
- 2012: - Sven-Bertil Taube - En enkel till Antibes
  - Mikael Persbrandt - Stockholm Östra
  - Kevin Vaz - Play
- 2013: - Johannes Brost - Avalon
  - Bengt C.W. Carlsson - Lycka till och ta hand om varandra
  - Matias Varela - Snabba Cash II
- 2014: - Mikael Persbrandt - Mig äger ingen
  - Robert Gustafsson - Il centenario che saltò dalla finestra e scomparve (Hundraåringen som klev ut genom fönstret och försvann)
  - Matias Varela - Snabba cash - Livet deluxe
- 2015: - Sverrir Gudnason - Flugparken
  - David Dencik - Gentlemen
  - Johannes Bah Kuhnke - Forza maggiore (Turist)
- 2016: - Rolf Lassgård - Mr. Ove (En man som heter Ove)
  - Ulrik Munther - Efterskalv
  - Filip Berg - Odödliga
- 2017: - Anders Mossling - Yarden
  - Lennart Jähkel - Granny´s Dancing on the Table
  - Milan Dragišić - Min faster i Sarajevo
  - Jonathan Silén - Det moderna projektet
- 2018: - Fares Fares - Omicidio al Cairo (The Nile Hilton Incident)
  - Claes Bang - The Square
  - Reine Brynolfsson- Korparna
  - Sverrir Gudnason - Borg McEnroe
- 2019: - Joakim Sällquist - Goliath
  - Fredrik Dahl - Amatörer
  - Sebastian Ljungblad - Goliath
  - Mikael Persbrandt- En du elsker

### Anni 2020-2029
- 2020: - Levan Gelbakhiani - And Then We Danced (Da chven vitsekvet)
  - Jonas Karlsson - Quick
  - Johannes Kunhke - Jag kommer hem igen till jul
  - Gustaf Skarsgård - 438 dagar
  - Matias Varela - 438 dagar
- 2021: - Uje Brandelius - Spring Uje spring
  - Adel Darwish - Ghabe
  - Rolf Lassgård - Min pappa Marianne
  - Johan Rheborg - Orca
- 2022: - Jonas Karlsson - Sagan om Karl-Bertil Jonssons julafton
  - Mustapha Arab - Vinterviken
  - Erik Enge - Tigrar
  - Gustaf Skarsgård - Utvandrarna
- 2023: - Granit Rushiti - Zlatan (Jag är Zlatan)
  - Tawfiq Barhum - La cospirazione del Cairo (Boy from Heaven)
  - Oscar Töringe - Comedy Queen
  - Sven Wollter- Dag för dag
- 2024: - Joel Spira - Syndabocken
  - Gustaf Hammarsten - Tillsammans 99
  - Payman Maadi - Opponent (Motståndaren)
  - Mikael Persbrandt - Hammarskjöld
- 2025: - Herbert Nordrum - Hypnosen
  - Filip Berg - Trouble (Strul)
  - Robert Gustafsson - Jönssonligan kommer tillbaka
  - Pål Sverre Hagen - Let Go (Släpp taget)